# Altenberger Hof

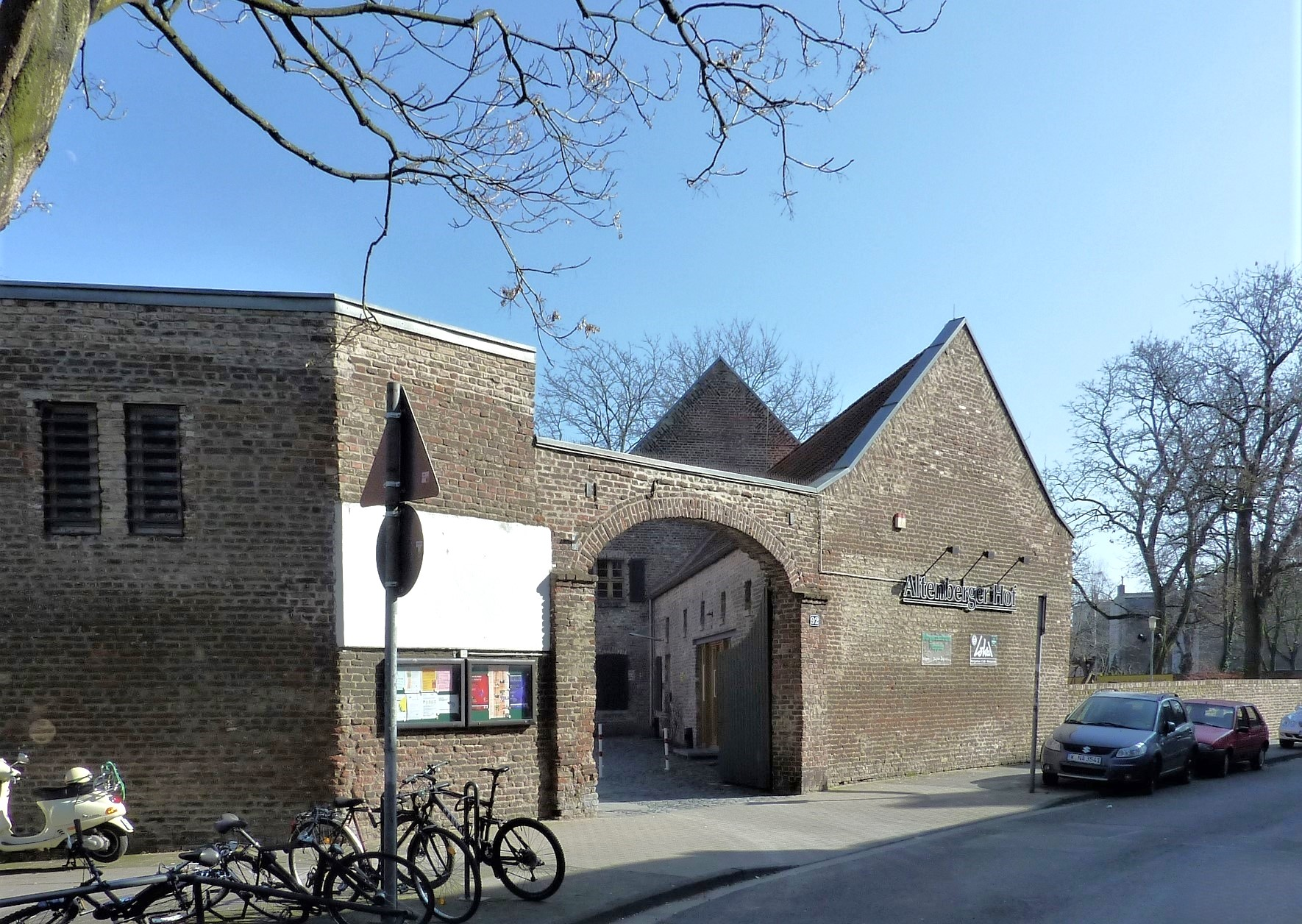
Das Torhaus des Altenberger Hofes

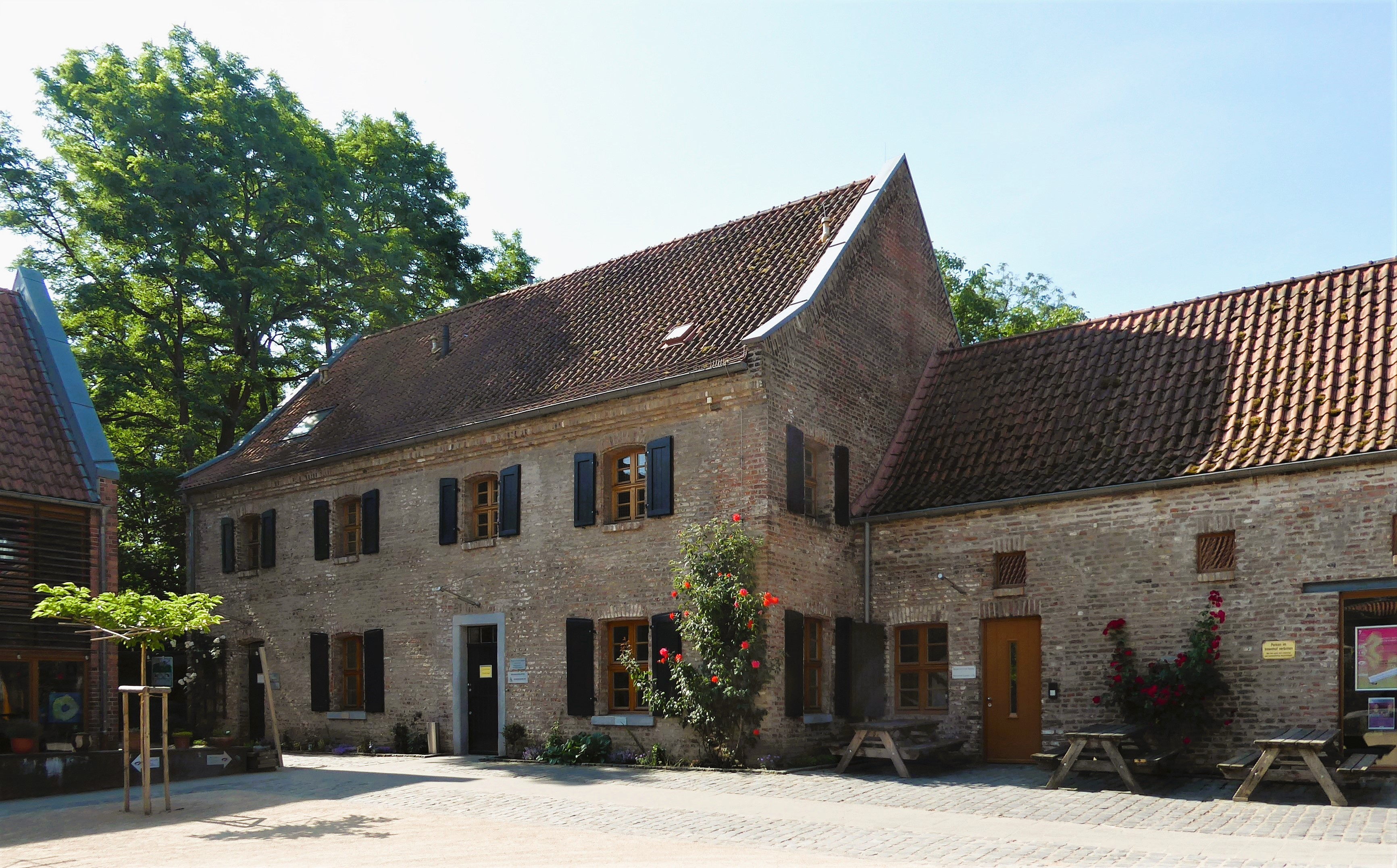
Das Hauptgebäude

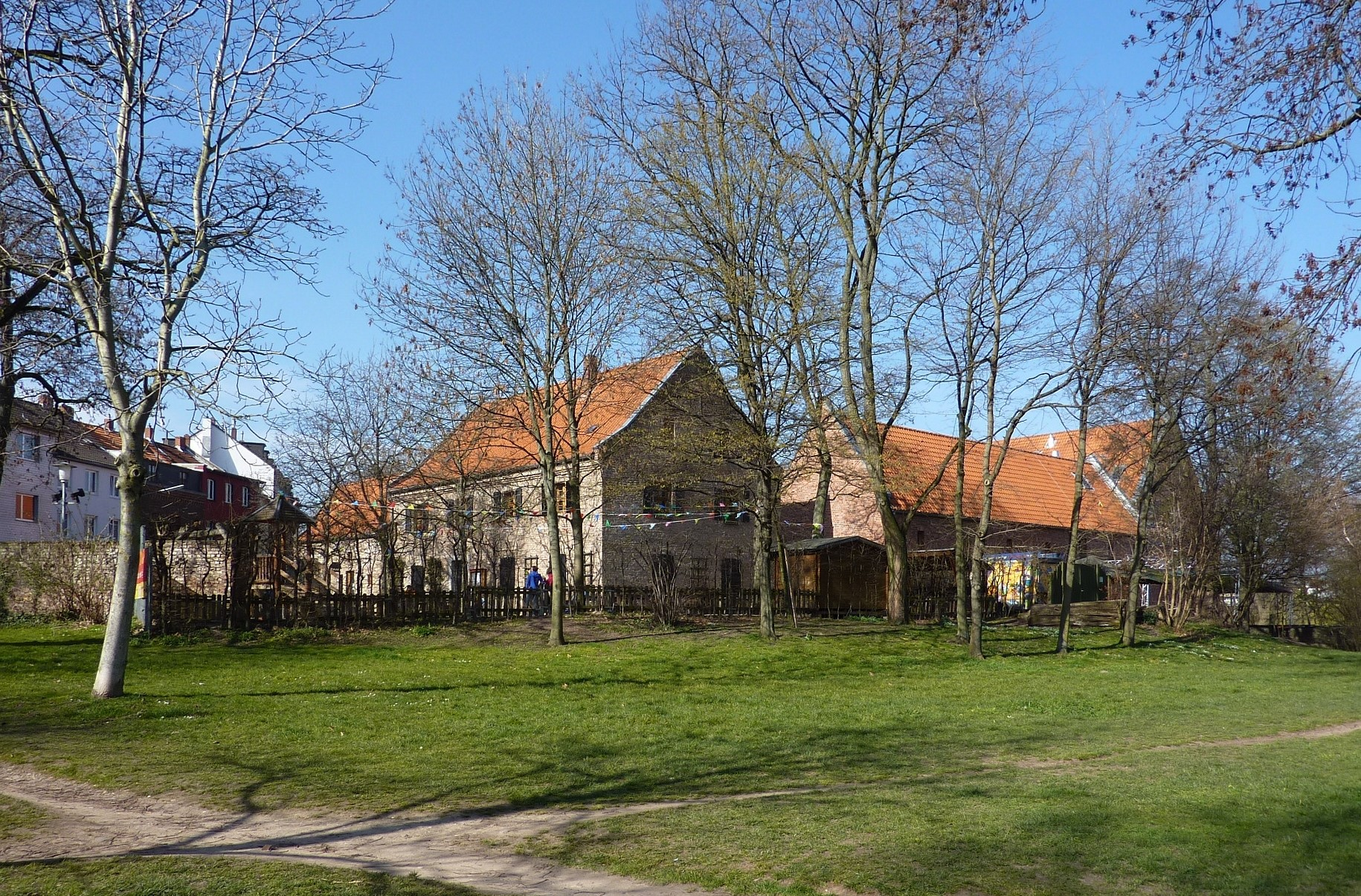
Vom Nippeser Tälchen aus

Der Altenberger Hof ist ein ehemaliger Fronhof der Abtei Altenberg in Köln-Nippes. Er beherbergt heute das Bürgerzentrum Nippes.
Eine weitere, ältere Niederlassung der Altenberger Zisterzienser in Köln bestand seit dem 13. Jahrhundert auf dem Niederich unmittelbar nördlich der römischen Stadtmauer; dieser Handelsplatz der Mönche wurde ebenfalls „Altenberger Hof“ genannt.

## Altenberger Hof in Nippes

### Fronhof
Archäologische Grabungen im Bereich des Hofes haben eine römische Besiedlung auf dem Gelände nachgewiesen, die in das 2. Jahrhundert datiert werden konnte. 1199 erfolgte die erste urkundliche Erwähnung der Herrlichkeit Mauenheim, auf deren Gebiet sich heute Nippes befindet. Grundherr war das Kölner Kunibertsstift. 1252 wurde der Hof zum ersten Mal erwähnt. In der Folgezeit sind Auseinandersetzungen zwischen dem Propst und dem Stiftskapitel von St. Kunibert wegen der Fischrechte an dem angrenzenden Weiher belegt.
1432 erfolgte der Verkauf des Hofes an den Abt der Abtei Altenberg, 1549 wurde ein Backhaus errichtet. 1749 kam es zu einer teilweisen Neuerrichtung der Hofgebäude, von denen ein Wappenstein des Altenberger Abtes Johannes Hoerdt zeugt. 1803 wurde schließlich die Abtei Altenberg im Zuge der Säkularisation aufgehoben, und der Hof gelangte 1813 in Privatbesitz. 1990 kaufte die Stadt Köln die Anlage und richtete hier ein Bürgerzentrum ein.

### Hofkapelle St. Quirinus
Direkt am Altenberger Hof und dessen Fischweiher befand sich auf einem Grundstück des Kunibertsstiftes die zugehörige Hofkapelle St. Quirinus. 1286 wurde durch die Pfarrei Niehl für die Kapelle ein Vikar bestellt. Für einen in der Kapelle befindlichen St. Leonhards-Altar wurde 1540 durch das Kölner Kloster St. Apern eine Erbrente gestiftet. Das Gotteshaus wurde 1557 nach Brand zerstört und nach 1665 abgebrochen. Das Quirinus-von-Neuss-Patrozinium wurde 1927 von der neuen Mauenheimer römisch-katholischen Pfarrkirche St. Quirinus etwa 700 Meter nordwestlich vom Altenberger Hof wieder aufgegriffen.

### Heute
Heute gehört der Altenberger Hof zum Bürgerzentrum in Nippes, welches im Jahr 1989 seine Tore öffnete – zunächst als städtische Einrichtung in der alten Schule Turmstraße und später auch im wiedererrichteten Altenberger Hof in der Mauenheimer Straße. Im April 2005 hat der Verein Zug um Zug e.V. die Trägerschaft übernommen.
Das Bürgerzentrum bietet eine breite Palette an Veranstaltungen: Konzerte, Opern, Theater, Gesang und Tanz, Diskussionsforen, Kunstausstellungen und vieles mehr. Eltern-Kind-Gruppen, eine Übermittagsbetreuung und Jugendliche nutzen es ebenso wie Senioren. Vereine, Initiativen und Gruppen bieten Beratung, Unterstützung und Kurse zu verschiedensten Themen und Lebenslagen.
Der Trägerverein Zug um Zug e.V. ist ein gemeinnütziger Verein mit dem vorrangigen Ziel der beruflichen und sozialen Integration von arbeitslosen Jugendlichen und Erwachsenen. Zug um Zug e.V. ist tätig seit 1987.
Der Beirat vertritt die Interessen der Bewohner aus dem Stadtbezirk und berät die Leitung in Fragen des Programms, der Organisation und der Gestaltung des Zentrums.

### Flora Sinfonie Orchester
Das im Februar 2012 gegründete Flora Sinfonie Orchester ist das Hausorchester des Altenberger Hofes. Rund 80 Musiker (darunter Profis ebenso wie Laien) aus ganz Köln spielen im Flora Sinfonie Orchester unter der Leitung seines Dirigenten Thomas Jung. Neben den wöchentlichen Proben gibt das Orchester jährlich bis zu 12 Konzerten in der Scheune und im Sommer auch im Innenhof unter freiem Himmel.

## Altenberger Hof auf dem Niederich
Gegen Ende des 12. Jahrhunderts gründeten die Altenberger Zisterzienser in Köln als weithin bedeutendem Handelsplatz den „Altenberger Hof“ (curia ecclesie de veteri-monte auf dem Niederich im Bereich der heutigen Johannisstraße in der Nähe des Hauptbahnhofes, „der Aldeberg“ genannt) als Niederlassung und Organisationsmittelpunkt für die Wirtschaft des Klosters; er diente bis zum 15. Jahrhundert auch den Bergischen Herrschern als Residenz und Verhandlungsort, genauso wie den Altenberger Äbten, von denen sich im 18. Jahrhundert einige mehr in Köln als in Altenberg aufhielten; der Hof hatte inzwischen hochherrschaftliches Format. So fand am 8. Juli 1481 die Hochzeitsfeier von Herzog Wilhelm mit Sibylla von Brandenburg dort statt; die Trauung vollzog Abt Arnold.
Die leistungsfähige städtische Handelsniederlassung spielte in der Wirtschaft des Klosters eine bedeutende Rolle. Von dort aus wurde ein beträchtlicher Teil ihrer Erträge, die sie im näheren Kölner Umland und im Jülicher Raum erwirtschafteten auf dem Kölner Markt abgesetzt. Ab dem 14. Jahrhundert konzentrierten sich die Altenberger Äbte mit ihrem Handel aufgrund erhaltener Zollprivilegien völlig auf die Kölner Absatzmöglichkeiten, und vernachlässigten ihre bisher auch mit Flandern gepflegten Handelsbeziehungen.
Die Mönche erhielten im Jahr 1268 das Recht, eine erste Fährverbindung von Mülheim zur kurkölnischen Uferseite zu betreiben. Neben den durch dieses Privileg aus dem Fährbetrieb (aus dem später die Mülheimer Schiffbrücke wurde) erzielten sie ihre Haupteinkünfte durch die Landwirtschaft. So konnten die Ordensbrüder nun auch ihren Hof besser erreichen. Etwa um 1700 gaben sie ihre Rechte am Mülheimer Fährbetrieb an das Haus Berg zurück.